# Forntida byar i norra Syrien
Forntida byar i norra Syrien är ett världsarv i Syrien. Det består av åtta av de flera hundra så kallade döda städerna: Symeon stylitens kyrka (Qal'at Sem'an), KafrNabo, Sinkhar, Ba'uda, Rouweiha, QalbLozé, Deirouné och Kafr Aqareb.

## Symeon stylitens kyrka

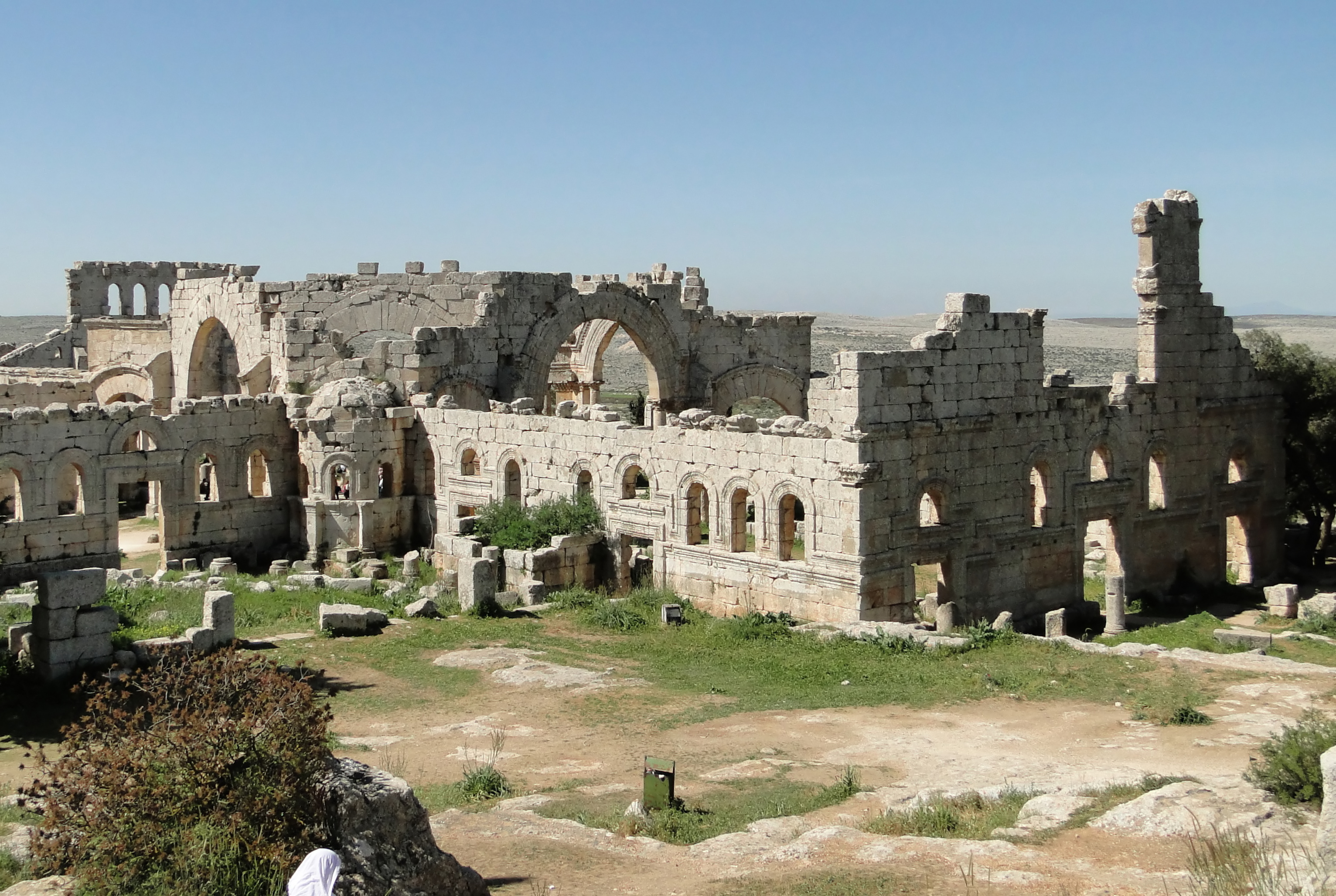
Vy över kyrkan och det gamla klostret

Symeon stylitens kyrka är ett av de mest kända kyrkomonumenten i Syrien och bland de äldsta ännu stående kristna kyrkorna i världen. Den ligger cirka 35 km nordväst om Aleppo och är byggd kring den kristna eremitmunken Symeon stylitens pelare.